# Robert Conley
Robert Levar Conley (Decatur, Georgia, 30 de abril de 1977) es un exjugador de baloncesto profesional de nacionalidad estadounidense cuya mayor parte de su carrera deportiva transcurrió en clubes europeos, principalmente de España.
Con 1,98 metros de altura y 100 kilos de peso, ocupa la posición de alero.

## Trayectoria deportiva

### Clubes
| Club                     | País                 | Año         |
| ------------------------ | -------------------- | ----------- |
| Atlanta Trojans          | Estados Unidos       | 1999        |
| Alitas Alytus            | Lituania             | 1999 - 2000 |
| Étendard de Brest        | Francia              | 2000 - 2001 |
| Phantoms Braunschweig    | Alemania             | 2001        |
| Domingo Paulino          | República Dominicana | 2001        |
| Mabo Livorno             | Italia               | 2001 - 2002 |
| Greenville Groove        | Estados Unidos       | 2002        |
| Mabo Livorno             | Italia               | 2002 - 2003 |
| Ionikos BC               | Grecia               | 2003 - 2004 |
| Valvi Girona             | España               | 2004        |
| Tau Cerámica Baskonia    | España               | 2004 - 2005 |
| KK Hemofarm              | Serbia               | 2005 - 2006 |
| Aironi Novara            | Italia               | 2006 - 2007 |
| Atléticos de San Germán  | Puerto Rico          | 2007        |
| ASVEL Lyon-Villeurbanne  | Francia              | 2007 - 2008 |
| Maccabi Rishon LeZion    | Israel               | 2008 - 2009 |
| Bilbao Basket            | España               | 2009        |
| Union Poitiers Basket 86 | Francia              | 2010        |